# August Friedrich Günther
August Friedrich Günther (* 19. Februar 1806 in Dresden; † 12. August 1871 ebenda; auch Guenther) war ein deutscher Militärarzt und Hochschullehrer.

## Leben
Günther stammte aus einfachen Verhältnissen. Er wurde zunächst im Baderhandwerk ausgebildet, bereitete sich durch Privatunterricht auf das Studium vor und studierte von 1823 bis 1826 an der Chirurgisch-Medizinischen Akademie zu Dresden. Anschließend wurde er Kompaniechirurg in der Sächsischen Armee, studierte dann an der Universität Leipzig Medizin und kehrte ab 1832 als Prosektor an die Chirurgisch-Medizinische Akademie zu Dresden zurück. 1836 wurde er Bataillonsarzt zweiter Klasse und 1838 an der Universität Leipzig mit der Dissertation De cavitatis tympani et partium adhaerentium genesi in hominibus zum Dr. med. promoviert. 1840 erfolgte die Ernennung zum Bataillonsarzt erster Klasse.
Die Berufung Günthers zum Professor der Anatomie und Physiologie an der Chirurgisch-Medizinischen Akademie zu Dresden wurde 1844 vorgenommen. Dort lehrte er bis zur Schließung der Akademie. Im selben Jahr, 1844, wurde er zum Regimentsarzt und 1850 dann zum letzten Generalstabsarzt der selbstständigen königlichen Sächsischen Armee ernannt. Im Auftrag des Königs Johann nahm er als Delegierter des Königreichs Sachsen im Oktober 1863 sowie im August 1864 an den Genfer Konferenzen des Internationalen Roten Kreuzes teil, an deren Ende die Genfer Konventionen standen.
Er war Mitglied des ersten Direktoriums des 1867 gegründeten Albertvereins.

## Werke
- De cavitatis tympani et partium adhaerentium genesi in hominibus. Dresden 1838.
- Beobachtungen über die Entwicklung des Gehörorgans bei Menschen und höheren Säugethieren. Leipzig 1842.
- mit Otto Funke: Lehrbuch der Physiologie des Menschen. 2 Bände, Leipzig 1845 bis 1853.